# Campeonato Mundial de Esqui Estilo Livre de 2023 - Halfpipe feminino
A prova do Halfpipe feminino do Campeonato Mundial de Esqui Estilo Livre de 2023 ocorreu entre os dias 1º a 4 de março, em Bakuriani, na Geórgia.

## Medalhistas
| Ouro                  | Prata           | Bronze               |
| Hanna Faulhaber (USA) | Zoe Atkin (GBR) | Rachael Karker (CAN) |

## Resultados

### Qualificação
Um total de 13 esquiadoras de 6 nacionalidades participaram da competição. As 8 melhores avançaram para a final.
| Colocação | Bib | Ordem de corrida | Nome             | Nacionalidade  | Corrida 1 | Corrida 2 | Melhor | Notas |
| --------- | --- | ---------------- | ---------------- | -------------- | --------- | --------- | ------ | ----- |
| 1         | 1   | 8                | Rachael Karker   | Canadá         | 90.50     | 88.25     | 90.50  | Q     |
| 2         | 3   | 1                | Hanna Faulhaber  | Estados Unidos | 87.50     | 20.00     | 87.50  | Q     |
| 3         | 7   | 10               | Zoe Atkin        | Grã-Bretanha   | 15.00     | 85.50     | 85.50  | Q     |
| 4         | 2   | 5                | Zhang Kexin      | China          | 10.25     | 84.50     | 84.50  | Q     |
| 5         | 6   | 2                | Svea Irving      | Estados Unidos | 75.25     | 81.25     | 83.00  | Q     |
| 6         | 8   | 4                | Dillan Glennie   | Canadá         | 75.50     | 75.25     | 75.50  | Q     |
| 7         | 2   | 6                | Amy Fraser       | Canadá         | 69.75     | 4.00      | 69.75  | Q     |
| 8         | 5   | 7                | Brita Sigourney  | Estados Unidos | 66.25     | 67.00     | 67.00  | Q     |
| 9         | 9   | 6                | Riley Jacobs     | Estados Unidos | 58.50     | 63.75     | 63.75  |       |
| 10        | 10  | 9                | Kim Dae-un       | Coreia do Sul  | 52.25     | 57.50     | 57.50  |       |
| 11        | 12  | 11               | Sabrina Cakmakli | Alemanha       | 53.00     | 47.25     | 53.00  |       |
| 12        | 11  | 13               | Jang Yujin       | China          | 50.25     | 52.75     | 52.75  |       |
| 13        | 13  | 12               | Liu Yishan       | China          | 49.25     | 51.50     | 51.50  |       |

### Final
A final foi iniciada no dia 4 de março às 10:00.
| Colocação         | Bib | Ordem de corrida | Nome            | Nacionalidade  | Corrida 1 | Corrida 2 | Corrida 3 | Melhor |
| ----------------- | --- | ---------------- | --------------- | -------------- | --------- | --------- | --------- | ------ |
| Medalha de ouro   | 3   | 7                | Hanna Faulhaber | Estados Unidos | 89.75     | 93.25     | 95.75     | 95.75  |
| Medalha de prata  | 7   | 6                | Zoe Atkin       | Grã-Bretanha   | 12.50     | 94.50     | 89.00     | 94.50  |
| Medalha de bronze | 1   | 8                | Rachael Karker  | Canadá         | 92.25     | 23.50     | 25.25     | 92.25  |
| 4                 | 2   | 5                | Zhang Kexin     | China          | 79.25     | 83.25     | 89.00     | 89.00  |
| 5                 | 4   | 2                | Amy Fraser      | Canadá         | 86.00     | 75.25     | 21.50     | 86.00  |
| 6                 | 6   | 4                | Svea Irving     | Estados Unidos | 81.75     | 72.75     | 84.00     | 84.00  |
| 7                 | 5   | 1                | Brita Sigourney | Estados Unidos | 74.25     | 72.75     | 75.75     | 75.75  |
| 8                 | 8   | 3                | Dillan Glennie  | Canadá         | 4.50      | 70.00     | 23.25     | 70.00  |

Legenda
| Recorde mundial       | Recorde mundial (World record)               |                       | Recorde africano                      | Recorde africano (African) |                                           | Q | Classificado por posição (Qualified) |
| Recorde do campeonato | Recorde do campeonato (Championship record)  | Recorde da América    | Recorde da América (Americas)         | q                          | Classificado por melhor tempo (Qualified) |   |                                      |
| Melhor marca do ano   | Melhor marca do ano (World leading)          | Recorde asiático      | Recorde asiático (Asian)              | DNS                        | Não largou (Did not start)                |   |                                      |
| Recorde nacional      | Recorde nacional (National record)           | Recorde europeu       | Recorde europeu (European)            | DNF                        | Não terminou (Did not finish)             |   |                                      |
| Recorde pessoal       | Recorde pessoal do atleta (Personal best)    | Recorde da Oceania    | Recorde da Oceania (Oceania)          | DSQ / DQ                   | Desclassificado (Disqualified)            |   |                                      |
| Recorde da temporada  | Recorde da temporada do atleta (Season best) | Recorde sul-americano | Recorde sul-americano (South America) | NM                         | Sem marca (No mark)                       |   |                                      |